# 555 (số)
555 (năm trăm năm mươi lăm)(số La Mã: DLV)là một số tự nhiên ngay sau số 554 và ngay trước số 556.